# Хамамацу
Хамамацу е град в префектура Шидзуока, Централна Япония. Населението му е 794 025 жители (по приблизителна оценка от октомври 2018 г.), а площта 1511,17 km². Кмет към 2011 г. е Ясумора Сузики. Намира се в часова зона UTC+9. Главните щабове на фирмите Сузуки и Йамаха се намират в града. Хонда също е основана в града.

## Побратимени градове
- Варшава
- Камас (Вашингтон)
- Портървил (Калифорния)
- Рочестър (Ню Йорк)
- Шъхейлис (Вашингтон)